# 本庄時家
本庄 時家（ほんじょう ときいえ、生没年不詳）は、鎌倉時代前期の武蔵国児玉党の武将（実質的に児玉党本宗家を継いだ）。児玉党本宗家5代目である庄太郎家長の四男。通称は四郎。官位は左衛門尉だが、のちに解雇される。北堀地内に居館（本田館）を構え、北堀丹波守時家と称した。児玉党の庄氏から初めて本庄氏を名乗ったと考えられる人物の1人。

## 庄氏から本庄氏を名乗る経緯
児玉党の本宗家を継ぎ、6代目となった庄小太郎頼家が一ノ谷の戦いで若くして戦死した為、家長は三男である三郎右衛門家次（頼家の弟）を頼家の養子として迎えさせ、児玉党本宗家7代目を継がせる。しかし、家次は備中国の地頭に任ぜられて赴任。そのまま永住し、一族は備中庄氏となっていく。庄氏本宗家が児玉党の本拠地である栗崎館を去ってしまった為、四男である四郎左衛門尉時家が祖父（児玉党本宗家4代目庄太夫家弘）の代からの祖地を守る事となり、本庄氏を名乗る事となる。その意味は、「本宗家の庄氏」と言う意味ではなく、「本拠地（本＝地元）に残った庄氏」と言う意味で本庄を名乗ったものと考えられる。大字北堀の字本田（現在の埼玉県本庄市北堀）の地に館を構えたものとみられる。

### 本庄氏を名乗る時期と名の意味
『吾妻鑑』に、安貞3年（1229年）1月3日の年始の儀に、本庄四郎左衛門尉の名で記されているのが文献上での初見である。貞永2年（1233年）1月3日の年始の儀にも本庄左衛門尉としてその名が記されている。また、嘉禎4年（1238年）2月17日には、鎌倉幕府4代将軍藤原頼経の入洛（京都へ行くの）に際し、192騎いる先陣の御所随兵の22番として、本庄四郎左衛門尉時家、25番に本庄新左衛門尉朝次、他、四方田氏一族など児玉党武士の名前が見られる。これらの事から13世紀初めの末から中頃の初めにかけて、すでに本庄氏を名乗っていた事が分かる（「本庄」と言う文字だけなら、12世紀末の文治4年（1188年）7月13日条にも見られる）。
いくら庄氏本宗家が遠くに土着したからと言って、分家が本宗家を勝手に名乗れば、庄氏同士で争いになりかねない。いつ本宗家が帰って来るか分からない状況で、分家である時家が、「本宗家の庄氏（本庄）」を名乗れるはずがない。時家が継いだのは児玉党の本宗家と言う形式的な地位であって、庄氏の家督ではない。本庄と言う名は、「庄氏の本（モト）の地＝家元を守る」と言った意味合いの方が高く、庄氏発祥地を主張した名である（庄氏が各地に拡大する中で生じた）。

### 実質的に本宗家を継ぐ
家次の子息である朝次が、児玉郡の栗崎の地を継がなかった事から、当地を守護（管理）していた時家を児玉党本宗家8代目と捉える事ができる。但し、栗崎が時家の所領となるまでには20年もの月日にわたる実効支配が必要であり、御成敗式目の法律上、この間に家次の子息である朝次が、領有権を主張して裁判を起こしていれば、時家が本宗家を継ぐ事はなかったものと見られる。しかし、朝次は秩父郡南部の方へ居住した為、児玉党の宗家を父の弟である時家に譲ったものと考えられている。また、兄弟の中で『吾妻鏡』に最も記述されているのが時家である。

## 馬盗人として
『吾妻鏡』によれば、仁治2年（1241年）5月6日条、「臨時の定評あり。昨（きのう）の式日、鶴岡の神事によって延引するが故なり。外記左衛門尉俊平を奉行として本庄四郎左衛門尉時家所帯を召し放されると云々。これ小林小次郎時景が所従藤平太が妻女、路次を通るのところ、時家馬二疋（ひき）を押し取り、口付小次郎が男をからめ取りをはんぬ」「狼藉（ろうぜき）の科に行はるべきの由、時景訴へ申すによってなり。狼藉により時家所領没収」とある。
要約すると、小林小次郎時景の家来である藤平太の妻が馬に乗り、もう一頭に荷物を運ばせていたところ、この馬二頭を時家が奪い取ったとしている。その為、鎌倉に召喚され、解雇したうえで所領を没収された。この事は、『北武蔵名跡志』にもあり、「上州の馬盗人」として紹介されている。但し、訴えた側の口述のみ記され、なぜ時家が馬を奪う必要があったのかは一切記述されておらず、文も短い為、客観的に考察する事はできない。そもそも党本宗家の領地を守護する身で、なぜその様な犯罪を起こしたのかも謎である。付け加えて、「上州の馬盗人」とあるが、当然、本庄は武州に当たる。

## 吾妻鏡における最後の記述
『吾妻鏡』で時家の名が最後に確認できる記述は、建長2年（1250年）3月1日条、造閑院殿雑掌の事、において、二条面西洞院東二十本、の項に、一本　本庄四郎左衛門尉、とあるのが最後となる（京都に出向いていた事は分かる）。この項に、兄である三郎右衛門家次の名が、「本庄三郎左衛門」として初めて見られ、確認できるが、『吾妻鏡』の人名の誤記や混同の多さから考えて、本来は「庄三郎右衛門」と考えられる。時家は兄頼家の没年から考えても13世紀中頃には没したと推測される。

## その後の系譜の謎
14世紀中頃（1337年）の合戦により、庄氏の菩提寺である宥荘寺（後に宥勝寺として再建）が焼失した事もあって、本庄氏の系譜（特に時家から信明まで）は、はっきりとしないのが現状である。しかし、時家の曾孫として本庄左衛門太郎国房の名は、文書でも確認できる（この文書によると、時家は筑前国小中庄の地頭職を与えられていたとされる）。
複数ある系図の一つには、「家長の子（三男）、本庄三左衛門時家」の名で載っており、この系図によると、その子の名は七左衛門家房と言い、その子を太左衛門泰房と言い、その子を太郎国房と言う。資料としての信憑性については確かな系図ではない為（特に通称は信用できないので）、断定する事はできないが、この系図に従うと、本庄時家→本庄家房→本庄泰房→本庄国房となる。『武蔵七党系図』によれば、家房は左衛門尉、泰房は太郎左衛門尉とある。
分かっている事は、南北朝時代（14世紀中頃から末）、児玉党は南朝方に味方しているので、党本宗家となった本庄氏も南朝に組みだてしていたものと見られる。その後、児玉党は15世紀初めの時点で犬懸上杉家に味方し、15世紀中頃になると山内上杉家の家臣（家人）となり、代々従えたと言う事である。
系図には、時家のもう一人の末流として、忍城主成田氏の家臣、本庄越前守長英の名がある。複数系図が存在する為、時家から長英までの系譜の流れを断定する事はできない。

## 本庄氏について
後世、系図は複数創られたが、時家が本庄氏祖であるとはどの系図にも明記されなかった。それは彼の経歴が関係しているものと考えられる（庄氏本家ではない彼が児玉党を継いでしまった事とも少なからず関係する）。たとえ触れたくない真実だとしても、本庄時家が馬盗人と言う罪歴を持ってしまった事で、本庄氏（自ら）の子孫を「罪人の子孫」にしてしまった事は隠せない（『吾妻鏡』に明記されている為、隠し通せない）史実である。諸々ある『武蔵七党系図』で、家次の弟を時家ではなく、久下塚氏祖である久下塚弘定とする系図があるのも、その恥を隠す為だったと考えるのが自然の流れである。別の七党系図では、久下塚弘定は庄弘高の子息とあり、「弘」の通し名から考慮しても、「弘定は家長の子息」とする七党系図より信憑性がある。そして、時家が庄氏分家であったにもかかわらず、結果として児玉党の本宗家を継ぐ形となった事で、児玉党の系図にも色々と隠さなければならない不都合な真実が生じたとみられる。仮にも党の本宗家の領地を守護する人物＝実質的に党本宗家を継いだ人物に罪歴があったのはまずかったものと見られる。その為、本庄氏祖については、曖昧で、系図によって、バラバラな記述になってしまった。罪人のレッテルを張られた時家の知名度（認知度）は、世間的に見ても、低いものである（武士にとっては盗むと言う技術も必要である事は事実である）。本庄宗正にある、全く創作された本庄氏祖の伝承を見ても、時家が本庄氏祖である事を嫌煙しているフシがある。先祖にわざわざ罪歴のある人物を選ぶ武士がいないのも当然である。

## 備考
1. ↑  『吾妻鑑』を初め、複数の系図からも、庄氏分家である時家が本庄氏を名乗った事は確実である。問題は兄家次の子息である朝次で、年代的にみると、時家と共に本庄氏を名乗った可能性もある。